# Natura morta con formaggi, mandorle e salatini
Natura morta con formaggi, mandorle e salatini è un dipinto della pittrice fiamminga Clara Peeters, datato 1615 e conservato presso il Mauritshuis dell'Aia.

## Significato
Il significato di questo dipinto sta nel simboleggiare il benessere economico di cui i Paesi Bassi godevano grazie ai prodotti lattiero-caseari, che venivano comunemente esportati. L'opera potrebbe quindi essere una manifestazione d'orgoglio nazionale da parte della pittrice, ma anche un'allusione negativa al mangiare troppo cibo. Infatti un detto olandese, "zuivel op zuivel è 't werk van den duivel" (un latticino dopo l'altro è opera del diavolo), voleva associare il formaggio, in particolare quello troppo stagionato, alla decadenza o addirittura alla morte.
Un significato più profondo potrebbe essere visto nel bordo danneggiato del tavolo, che starebbe a simboleggiare che le cose terrene sono destinate, prima o poi, a soffrire.

## Descrizione
In questa natura morta sono raffigurati, oltre agli alimenti citati nel titolo, anche dei fichi, visibili assieme alle mandorle in un piatto decorato in stile cinese. A catturare l'attenzione è però il piatto di peltro che contiene i formaggi. Quello più vicino allo spettatore è anche il più stagionato, mentre nella parte superiore vediamo un più piccolo formaggio di pecora sovrastante a un altro formaggio, quello più grande. In alto possiamo invece vedere un piattino contenente riccioli di burro.
La tavola è raffinatamente apparecchiata, grazie a un coltello matrimoniale d'argento e a un bicchiere di vino dorato e trasparente (che sta davanti a un piattino di pane fresco), su cui la luce riflette mostrandoci un forte realismo.
È proprio sul manico del coltello che la pittrice dipinse la sua firma (cosa insolita per una donna), consapevole del fatto che con la sua produzione artistica fosse perfettamente in grado di gareggiare contro un artista uomo. A proposito di ciò dipinse anche un suo minuscolo autoritratto, in cui indossa un berretto bianco e si dimostra divertita, nel riflesso del tappo della brocca di terracotta.

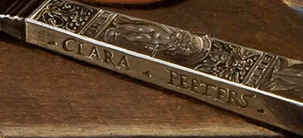
La firma della pittrice sul manico del coltello d'argento. È un raro autografo in cui la pittrice si firma interamente e non come "Clara P.", come faceva di solito

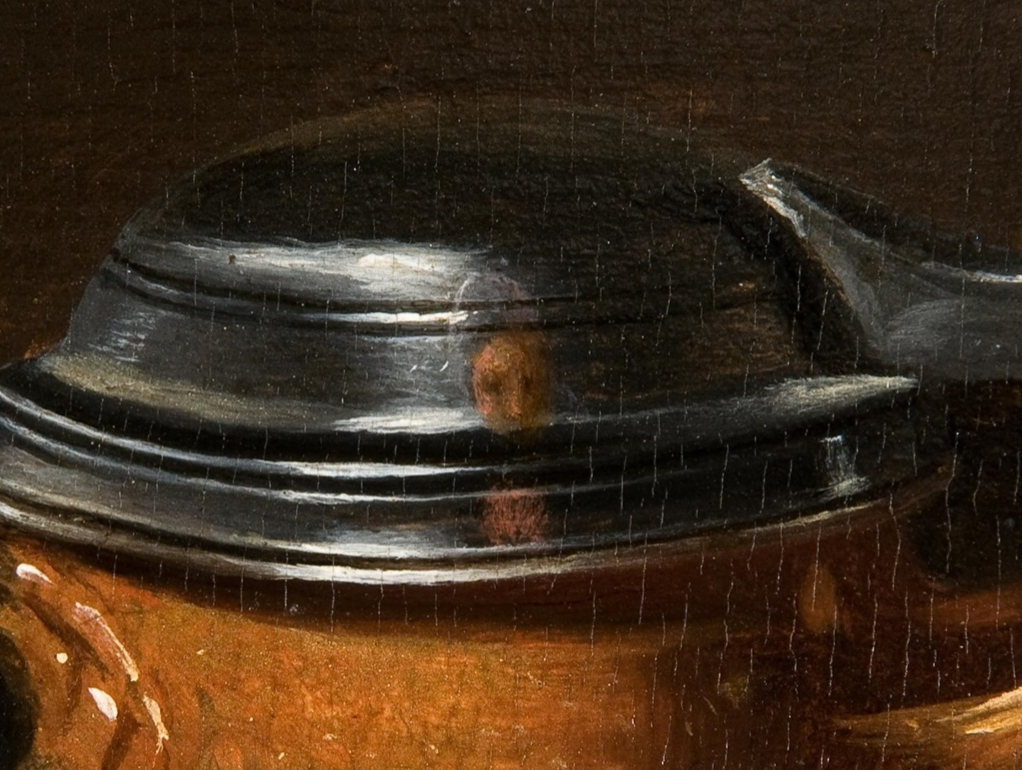
L'autoritratto della Peeters sul tappo della brocca di terracotta

Un'atmosfera calda ed intima è conferita a questa natura morta attraverso due elementi: in primis grazie alla tavolozza composta da colori caldi, che si mantengono sul giallo, e poi dall'oscurità che avvolge e stringe tutta la composizione.